# Nannacara adoketa

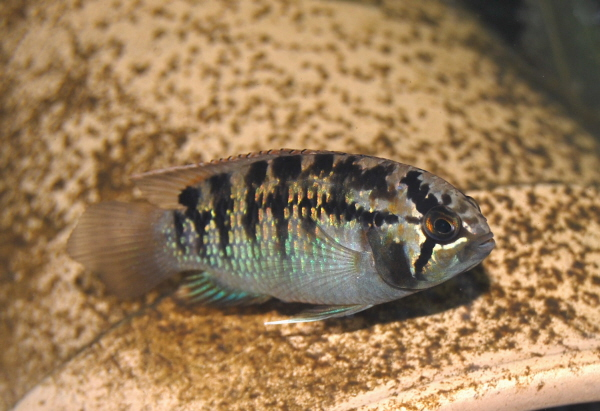
Exemplar femella

Nannacara adoketa és una espècie de peix de la família dels cíclids i de l'ordre dels perciformes que es troba a Sud-amèrica: conca del  riu Negro (conca del riu Amazones).
Viu en zones de clima tropical entre 22 °C-28 °C de temperatura. Els mascles poden assolir 4,9 cm de longitud total.